# Citorus acutangulus
Citorus acutangulus är en insektsart som beskrevs av Rauno E. Linnavuori 1977. Citorus acutangulus ingår i släktet Citorus och familjen dvärgstritar. Inga underarter finns listade i Catalogue of Life.